# Палаючий червень
Палаючий червень (англ. Flaming June) — картина художника Фредеріка Лейтона, представника салонного мистецтва Британії.

## Безсюжетний твір

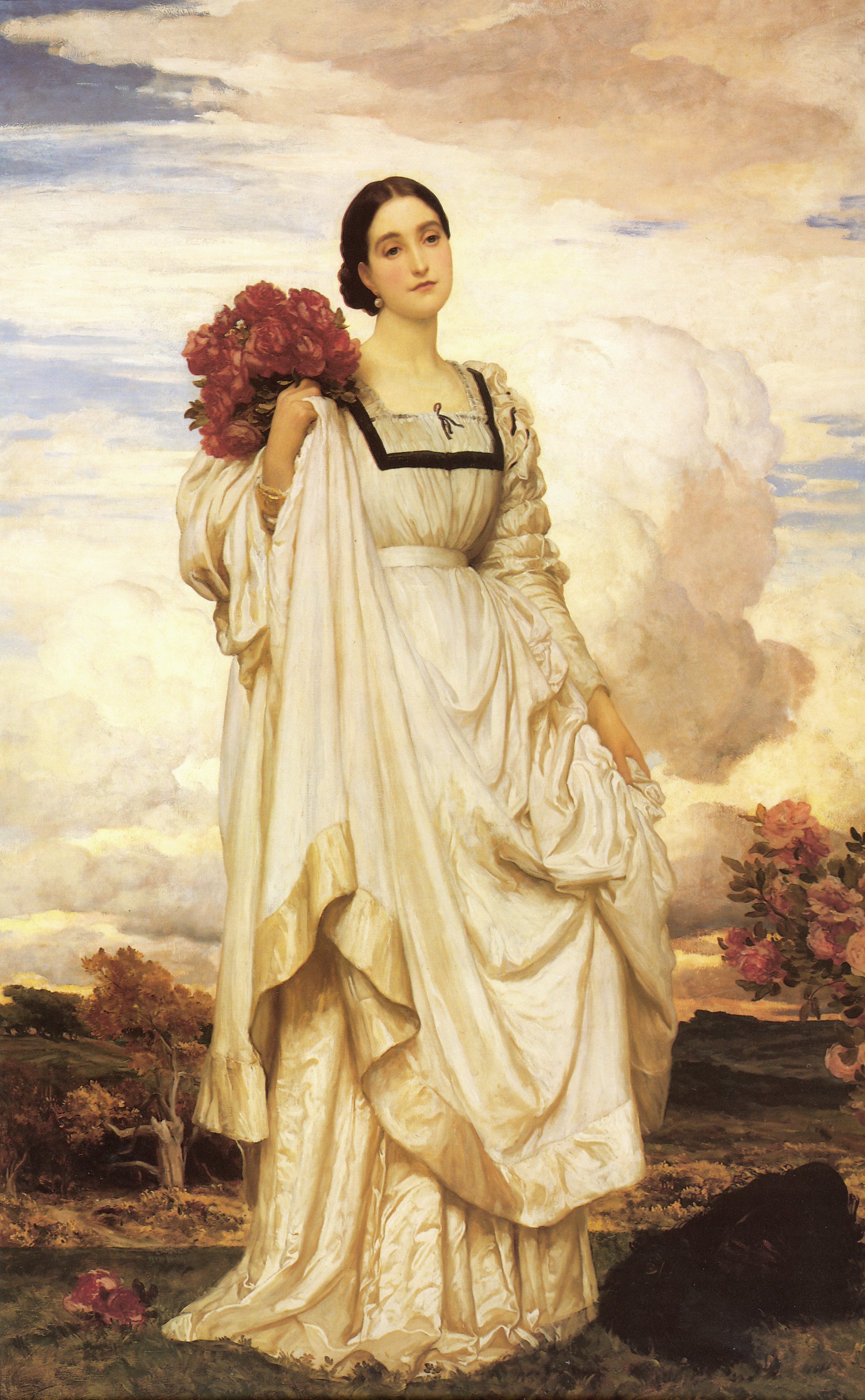
Маркіза Бровнлоу, 1879 р.

Особливо вдалими були картини Лейтона без відомого усім сюжету. Їх приємно розглядати, милуючись добрим відтворенням тропічних рослин, мармуру парапетів, тонких, напівпрозорих тканин. Лейтон уславився якраз віртуозним відтворенням тонких тканин, даючи безкінечні варіації в межах одного колориту. Буденний і трохи нудний портрет маркізи Бровнлоу дивує пошуками в переходах однієї білої фарби.
Цих недоліків повністю позбавлене полотно з незвичною назвою «Палаючий червень». Зовнішньо — це дівчина зі Стародавньої Греції, яку так несамовито полюбляв Лейтон. Але сюжету нема. Просто дівчина заснула. І головним героєм картини стала дивовижна, тонка, рожево-помаранчева сукня, яка і дала незвичну назву віртуозно намальованій картині.
При створенні картини «Кімон та Іфігенія» митець декотрий час шукав відповідну модель, котра би зовнішньо нагадувала образ Іфігенії. Пошуки подарували художнику зустріч з акторкою Дороті Дене. Струнка і висока Дороті слугувала моделлю і для картини «Палаючий червень».